# Katarina Alempijević
Katarina Alempijević (Čačak, 1977) srpski je vizuelni umetnik.

## Biografija
Diplomirala je 2000. godine na Fakultetu likovnih umetnosti u Beogradu, slikarski odsek. Magistrirala na istom fakultetu na odseku crtež, 2003. godine. Studijski boravila u Cite Internationale Des Arts, u Parizu 2009. godine.
Učestvovala na brojnim grupnim izložbama u zemlji i inostranstvu (Srbija, Kanada, Kina, Hrvatska, Slovenija, Crna Gora, Bugarska, Bosna i Hercegovina, Grčka, Meksiko, Makedonija, Francuska,Turska, Austrija).
Njeni radovi se nalaze u kolekcijama Muzeja Zepter, Galerije “Nadežda Petrović”u Čačku, Galerije savremene likovne umetnosti u Nišu...
Član je ULUS-a.

## Samostalne izložbe
- 2014. Mapa Nežnosti, grafike (sa Barbarom Madsen i Viktorom M.E. Kastiljom), ULUS, Beograd
- 2013. Linea Alba, Umetnička galerija “Nadežda Petrović”, Čačak
- 2013. Linea Alba I-II, Prodajna galerija “Beograd“, Beograd[2]
- 2009. As If, Cite Internationale des Arts, Pariz, Francuska
- 2009. Mirisi; tišina, Poljski institut, Prag, Češka[тражи се извор]
- 2008. Mare Imbrium, Galerija SULUJ, Beograd[3]
- 2008. Galerija savremene likovne umetnosti, Salon 77, Niš
- 2007. Kaobajagi, Grafički kolektiv, Beograd
- 2004. Savremena galerija, Zrenjanin
- 2004. Galerija Stari grad, Kotor
- 2003. Likovni salon Doma kulture, Čačak
- 2003. Vrtovi, Galerija Zepter, Beograd

## Nagrade
- 2011. Nagrada Prvog međunarodnog trijenala grafike, Umetnički paviljon “Cvijeta Zuzorić“ Beograd
- 2010. Prva nagrada IV EX YU konkursa za grafiku, Galerija SKC, Novi Beograd
- 2009. Otkupna nagrada Ministarstva kulture Republike Srbije za grafiku malog formata, Grafički kolektiv, Beograd
- 2007. Otkupna nagrada Ministarstva kulture Republike Srbije za grafiku malog formata, Grafički kolektiv, Beograd
- 2003. III nagrada 9. bijenala U svetlosti Milene, Galerija Milene Pavlović Barilli, Požarevac
- 2000. Otkupna nagrada Galerije savremene likovne umetnosti za grafiku malog formata, Niš
- 1996. Mali pečat Niškog grafičkog kruga

## Galerija radova (izbor)
- Linea alba I, papir, 200 x 100 cm
- Linea alba I, papir, 200 x 100 cm, detalj
- Linea alba I, papir, 200 x 100 cm, detalj
- Linea alba I, papir, 200 x 100 cm, detalj
- Linea alba II, Ona koja čeka pismo, papir, 11 x 9 x 7 cm
- Linea alba II, Ona koja prisluškuje mrak, papir, 13 x 9 x 8 cm
- Linea alba III, papir, 260 x 100 x 150 cm
- Linea alba III
- Mapa Nežnosti XI digitalna grafika, 70 x 100 cm
- Mapa Nežnosti XIII digitalna grafika, 70 x 100 cm

## Spoljašnje veze
- Zepter muzej/Katarina Alempijević
- RTS/Bela linija Katarine Alempijević
- Blic/Oda ženskom biću: Ona koja peva, ona koja čeka pismo, ona koja...